# Virginia Thompson
Virginia Thompson, née le 18 octobre 1903 à Newtonville (Massachusetts) et décédée le 9 janvier 1990 à San Diego (Californie) est une écrivaine, politiste et historienne américaine

## Biographie
Après des études au Vassar College et un doctorat à l'Université Columbia, Virginia Thompson rejoint pendant la Seconde Guerre mondiale le bureau d'information de guerre des États-Unis où elle se spécialise dans l'Asie du Sud-Est.
Après le conflit, elle devient chercheuse en sciences politique et enseigne notamment à la Hoover Institution de l'Université Stanford puis à l'Université de Californie à Berkeley. Elle étend par ailleurs son champ d'investigation au Pacifique francophone et à l'Afrique équatoriale, maîtrisant le français, et devient en 1973 la première femme américaine à être élue à l'Académie des Sciences d'Outre-Mer.

## Vie privée
Son époux Richard Adloff est également chercheur. Ils publient de nombreux travaux ensemble.
Les archives du couple sont conservées à l'Université Stanford.

## Travaux
- Virginia Thompson et Richard Adloff, Djibouti and the Horn of Africa, Stanford University Press, 1968, 246p.  Traduit en français par Robert Tholomier (sous le pseudonyme de Robert de Saint Véran), Djibouti et la Corne de l'Afrique, Cagnes-sur-mer, 1972, 379p.
- Virginia Thompson et Richard Adloff, The French Pacific Islands. French Polynesia and New Caledonia, Berkeley, University of California Press, 1971  (ISBN 0-520-01843-5)